# Amorebieta-Etxano
Amorebieta-Etxano, anomenada habitualment Amorebieta a seques (en euskera Zornotza, en referència a l'antiga Merindad de Zornotza, o Amorebieta-Etxano, que és el seu nom oficial) és un municipi de la província de Biscaia (País Basc). Té al voltant de 17.000 habitants. Es troba en la comarca del Duranguesat.

## Història
Com la resta d'elizates de Biscaia, l'ocupació humana és immemorial entroncada amb la Terra Plana de Biscaia. La història de cadascun d'ells tenen els seus propis matisos encara que la forta vinculació deguda a la pertinença en la Merindad de Zornotza i a les Juntes de Guernica hagi fet que recorrin camins paral·lels.

## Personatges cèlebres d'Amorebieta-Etxano
- Aitor Silloniz (1977): ciclista professional.
- Josu Silloniz (1978): ciclista professional.
- Mikel Urdangarin (1971): cantautor.
- José María Sagardui (1958): militant d'ETA. Fou el pres d'ETA que més anys estigué empresonat.
- Loli Astoreka (1958): actriu de cinema, teatre i televisió.
- Xabier Amuriza (1941): bertsolari i escriptor.
- José Ignacio López de Arriortúa (1941): directiu d'empreses d'automoció.
- Iñaki Aldekoa (1940): polític i sindicalista abertzale. Va ser un important membre d'Herri Batasuna i actualment forma part d'Aralar.
- José Antonio Abrisqueta (1933): sacerdot, mèdic i investigador.
- Carmelo Cedrún (1930): Porter de futbol internacional.
- Jon Idigoras (1936-2005): polític abertzale. Va ser el portaveu d'Herri Batasuna durant molts anys.
- Andrés Espinosa (1903-1985): muntanyenc i aventurer. Considerat un dels precursors del muntanyisme basc.
- José Ignacio Alcorta (1911-1983): prevere catòlic, filòsof i sociòleg.
- Juan Abásolo (1904-1982): va ser Bisbe de Vijayapuram (Índia).
- Enrike Renteria (1900-1982):artista i pintor
- Pio Lindegaard (1920-1999): El Danès d'Amorebieta, Cònsol de Dinamarca, expert en jazz, i presentador de programes de jazz a la ràdio.
- Josu Rekalde (1959): vídeoartista.
- Jon Mikel Euba (1967 -): artista i autor d'obra fotogràfica i videogràfica
- Jose Luis Ruiz Solaguren (1928-): restaurador i empresari d'hostaleria
- Luis Urrengoetxea Agirre, fundador d'Acció Nacionalista Basca i alcalde d'Amorebieta el 1914-1916.